# Haslau-Maria Ellend
Haslau-Maria Ellend là một thị trấn ở huyện Bruck an der Leitha trong bang Niederösterreich ở nước Áo. Đô thị này có diện tích 24,83 km², dân số năm 2001 là 186 người.